# Capperia taurica
Capperia taurica is een vlinder uit de familie vedermotten (Pterophoridae). De wetenschappelijke naam is voor het eerst geldig gepubliceerd in 1986 door Zagulajev.
De soort komt voor in Europa.